# Pasul Priopcea
Pasul Priopcea (numit și Pasul Chervant) este o trecătoare situată pe DN22D la 152 m altitudine și care traversează Munții Măcin dinspre Depresiunea Greci spre Depresiunea Cerna-Mircea Vodă.

## Date geografice
Pasul, care leagă orașul Măcin de comuna Cerna , este localizat între vârful Priopcea (410 m) – la nord-est și dealul Bujoarele (223 m la vârful Bujorul Bulgăresc, 191 m la vârful Bujorul Românesc) – la sud-vest, pe o culme secundară (Almanlia - Megina - Priopcea - Pasul Priopcea - Bujorul Românesc - Iacobdeal - Turcoaia) care se desprinde în direcția vest din culmea principala în dreptul vîrfului Almanlia.
Cea mai apropiată stație de cale ferată se află la Brăila.
În apropiere se află pasurile Carpelit (Iaila) – spre sud-est Sărărica spre nord-vest și Teilor – spre nord-est.
În zonă între dealurile Chervant, Priopcea și fluviul Dunărea, se găsește o peșteră care conform unei legende ar fi fost folosită de celebrul bandit Terente

## Obiective turistice din vecinătate
- Parcul Național Munții Măcinului
- Ruinele cetații Troesmis – se află la 3 km nord de Turcoaia, cu acces din DN22D[7]
- Locul fosilifer Dealul Bujoarele – rezervație naturală de tip paleontologic situată pe versantul vestic al dealului Bujorul Mare[8]
- Popina Blasova –  stâncă de 43 m înălțime din Balta Brăilei situată dincolo de Brațul Măcin, în dreptul cetății Troesmis[2][7] (în fapt un martor de eroziune din carboniferul inferior, din carapelit[9])
- Lacul Blasova (sau Dunarca Veche) – lac de meandru părăsit aflat mai spre vest de Popina Blasova, tot în Balta Brăilei[2][7][9]
- Casa Memorială Panait Cerna – situtată în satul Cerna